# Sierra de Caldereros
Sierra de Caldereros este o arie protejată (arie specială de conservare — SAC, sit de importanță comunitară — SCI) din Spania întinsă pe o suprafață de 2.388,44 ha, integral pe uscat.

## Localizare
Centrul sitului Sierra de Caldereros este situat la coordonatele 40°50′57″N 1°43′46″W / 40.8491°N 1.7294°V.

## Înființare
Situl Sierra de Caldereros a fost declarat sit de importanță comunitară în mai 2004 pentru a proteja 10 specii de animale. Situl a fost protejat și ca arie specială de conservare în mai 2015.

## Biodiversitate
Situată în ecoregiunea mediteraneană, aria protejată conține 9 habitate naturale: Iazuri temporare mediteraneene, Păduri de Quercus ilex și Quercus rotundifolia, Păduri iberice de Quercus faginea și Quercus canariensis, Pajiști cu Molinia pe soluri calcaroase, turboase sau argilos-nămoloase (Molinion caeruleae), Păduri de stejar galițio-portugheze cu Quercus robur și Quercus pyrenaica, Formațiuni ierboase bogate în specii de Nardus, dezvoltate pe substraturi silicioase în zone montane (și în zone submontane, în Europa continentală), Pante stâncoase silicioase cu vegetație casmofită, Pajiști uscate europene, Pseudostepă cu ierburi și specii anuale de Thero-Brachypodietea.
La baza desemnării sitului se află mai multe specii protejate:
- păsări (8): uliu porumbar (Accipiter gentilis), șorecarul comun (Buteo buteo), șerpar (Circaetus gallicus), acvilă pitică (Hieraaetus pennatus), mierlă de piatră (Monticola saxatilis), vultur egiptean (Neophron percnopterus), Pyrrhocorax pyrrhocorax, turturică (Streptopelia turtur)
- amfibieni (1): Discoglossus galganoi
- mamifere (1): Microtus cabrerae

Pe lângă speciile protejate, pe teritoriul sitului au mai fost identificate 4 specii de plante, 5 specii de păsări, 6 specii de amfibieni, 2 specii de mamifere, 4 specii de reptile.